# Et mon cul, c'est du poulet ?
Pour plus de détails, voir Fiche technique et Distribution.
Et mon cul, c'est du poulet ? (I carabbinieri) est une comédie policière italienne réalisée par Francesco Massaro et sortie en 1981.

## Synopsis
Un article de journal dénonce un scandale de corruption dans l'industrie du gaz méthane. Pour mener l'enquête, le général Nencini ordonne la mise en place immédiate d'une équipe spéciale de carabiniers avec à sa tête capitaine Marchetti. Il est prévu que les autres membres de l'équipe soient sélectionnés par ordinateur, mais le choix de l'algorithme se porte sur des agents incapables et inaptes à mener les enquêtes. Ce n'est qu'avec l'aide involontaire de deux voleurs qu'ils parviennent à démasquer l'important politicien impliqué dans le scandale du méthane.

## Fiche technique
Sauf indication contraire, les informations mentionnées dans cette section peuvent être confirmées par la base de données cinématographiques IMDb,  présente dans la section « Liens externes ».
- Titre français : Et mon cul, c'est du poulet ? ou Les Gendarmes en déroute ou Les Carabiniers[1]
- Titre original italien : I carabbinieri[2]
- Réalisation : Francesco Massaro
- Scénario : Tusco Narcisi, Agostino Vinaldi
- Photographie : Daniele Nannuzzi (it)
- Montage : Daniele Alabiso (it)
- Musique : Giancarlo Chiaramello
- Décors : Ferdinando Giovannoni
- Costumes : Bruna Parmesan (it)
- Production : Galliano Juso (it)
- Société de production : Cinemaster S.r.l.
- Pays de production :  Italie
- Langue de tournage : italien
- Format : Couleur
- Durée : 92 minutes (1 h 32)
- Genre : Comédie policière
- Dates de sortie :
  - Italie : 24 avril 1981
  - France : 9 février 1983[1]

## Distribution
- Giorgio Bracardi (it) : Capitaine Marchetti
- Leo Gullotta : Salvatore Caruso
- Diego Abatantuono : Brigadier Ciro Esposito
- Andy Luotto : Le chauffeur
- Donatella Damiani : Repubblica Beatrice
- Ennio Antonelli : Provolone
- Simona Marchini (it) : La femme du député Pastrocchi
- Luigi Uzzo (it) : Zampaglione
- Nando Paone (it) : Le barman
- Carlo Monni : Walter Musante
- Antonio Petrocelli (it) : Un carabinier
- Pietro Brambilla (it) : Brambilla Morino
- Maurizio Micheli : Tony Dante
- Mario Marenco (it) : Le député Pastrocchi
- Renzo Montagnani : Général Nencini
- Bombolo : Mozzarella
- Gianni Fenzi : Veneto
- Marcella Di Folco (sous le nom de « Marcello Di Falco ») : Aroldo
- Sandro Ghiani (it) : Alkas
- Sergio Di Pinto (it) : Le portier
- Lucio Montanaro (it) : Seltzer
- Eolo Capritti (it) : Le Samouraï
- Giovanni Attanasio (it) : Fogaria dit « Le tailleur »
- Renato Cestiè : Un carabinier
- Fernando Arcangeli : Le travesti convié à la fête
- Italo Vegliante : Le brigadier panthère rose